# George Lenz
George Lenz (* 6. April 1967 in Kronberg im Taunus) ist ein deutscher Schauspieler.
In Hessen geboren und in Tirol aufgewachsen, hatte George Lenz seine Schauspielausbildung von 1988 bis 1992 bei Schauspiel München. Nach Hauptrollen in Serien wie Marienhof, Tatort, Der Alte, Kommissar Rex, Derrick und Siska (vier Folgen) sowie als Kommissar Quaas in der Anwalt-Abel-Reihe mit Günther Maria Halmer und von 1993 bis 1996 als Frank Dennert in Der Fahnder spielt George Lenz 2001 eine Hauptrolle im Fernsehfilm Vom Küssen und vom Fliegen an der Seite von Susanne Lothar. 2006 war er in der Fernsehproduktion Die Mauer – Berlin ’61 zu sehen. Kinofilmrollen hatte er in Joseph Vilsmaiers Leo und Claire, in Die Rosenkrieger, Die Wolke und GG 19 – Eine Reise durch Deutschland in 19 Artikeln.

## Filmografie (Auswahl)
- 1992: Marienhof – Das Radrennen
- 1993: Tatort: Ein Sommernachtstraum
- 1994–1997: Derrick (2 Episoden)
- 1996–1997: Der Fahnder (25 Episoden)
- 1998: Aus heiterem Himmel – Ausgeträumt
- 1998: Mobbing Girls (1 Episode)
- 1998–2004: Siska (4 Episoden):
  - 1998: Folge 2: Frau Malowas Töchter
- 1999: Götterdämmerung – Morgen stirbt Berlin
- 1999–2000: Anwalt Abel (3 Episoden)
- 1999–2001: Der Alte (2 Episoden)
- 2000–2009: SOKO 5113 (2 Episoden)
- 2001: SOKO Leipzig – Taximorde
- 2002: 666 – Traue keinem, mit dem du schläfst!
- 2003: Polizeiruf 110: Tiefe Wunden
- 2003: Die Verbrechen des Professor Capellari – Bittere Schokolade
- 2004: Der Bananenkaktus
- 2005: Heiraten macht mich nervös
- 2005: Die Leibwächterin
- 2006: Die Wolke
- 2006: Alarm für Cobra 11 – Die Autobahnpolizei – Die zweite Chance
- 2006: Bloch – Der Mann im Smoking
- 2006: Die Mauer – Berlin ’61
- 2007: Annas Albtraum kurz nach 6
- 2007: Die Entführung
- 2008: Taco und Kaninchen – Im Bann des Entführers
- 2009: SOKO Kitzbühel – Todeskälte
- 2011: Tatort: Lohn der Arbeit
- 2011: SOKO Wien – Tod à la carte
- 2012: München 72 – Das Attentat
- 2013: Autumn Blood
- 2014: 37 Days (2 Episoden)
- 2018: Gefangen – Der Fall K. (Fernsehfilm)
- 2019: Ein Dorf wehrt sich
- 2021: Tatort: Dreams
- 2025: The World Will Tremble